# Pivot Gang
Pivot Gang est un collectif de hip-hop américain, regroupant des rappeurs indépendants originaires de Chicago, aux États-Unis.

## Histoire
Pivot Gang se forme en 2012 à Chicago. Saba est le membre le plus connu, ayant sorti deux albums solo et collaboré avec des artistes tels que Chance the Rapper ou encore Noname. Joseph Chilliams est son frère. John Walt, l'un des membres fondateurs du groupe et cousin de Saba et Chilliams, est assassiné en 2017.
Le premier projet de Pivot Gang est une mixtape, JIMMY, sortie en octobre 2013. Entre temps, le groupe n'est pas très actif et Saba se concentre sur sa carrière en solo.
Le 22 mars 2019, Pivot Gang publie son premier single, Studio Ground Rules. En avril 2019, le groupe annonce la sortie prochaine de leur premier album. Le 5 avril, Pivot Gang dévoile le troisième single de l'album, Bad Boys, en featuring avec Smino. Le 19 avril 2019, le groupe sort leur premier album studio, You Can't Seat With Us.

## Discographie

### Album studio
- 2019 : You Can't Sit With Us

### Mixtape
- 2013 : JIMMY